# متعد إلى مفعولين
الفعل المتعدي إلى مفعولين هو الفعل الذي لا يكتفي بمفعول واحد لإتمام المعنى وإنما يتعدى إلى اثنين، وهو نوعان:
- المتعدي إلى مفعولين أصلهما مبتدأ وخبر، وهي:-

1-أفعال الظن: وهي التي تفيد رجحان وقوع شيء مثل (ظنَّ و خالَ و حسبَ و جَعَلَ بمعنى ظنَّ و حَجا بمعنى ظنَّ و عدَّ بمعنى ظنَّ و زعمَ و هَب بمعنى إفرض)
2-أفعال اليقين: وهي الأفعال الدالة على الاعتقاد الجازم مثل (رَأى القلبية و عَلمَ و دَرَى و تَعلَّمْ بمعنى إعلمْ و وَجَدَ و ألفى)
3-أفعال التحويل: وهي الأفعال التي بمعنى صَيَّرَ مثل (صَيَّرَ و رَدَّ و تَرَكَ و تَخَذَ و اِتخَذَ و جَعَلَ و وَهَبَ)
- المتعدي إلى مفعولين ليس أصلهما مبتدأً وخبرا، هي أفعال من قبيل منح ووهب وأعطى وكسا وسأل وألبس ومنع.

يوجد كذلك المتعدي إلى ثلاثة مفاعيل، نحو أرى وأخبر وأنبأ وأعلم.